# Castello di Pöckstein
Il castello di Pöckstein (in tedesco Schloss Pöckstein) si trova nella omonima località di Straßburg, comune austriaco del Distretto di Sankt Veit an der Glan appartenente al Land della Carinzia e la sua storia inizia nel XVIII secolo.

## Storia

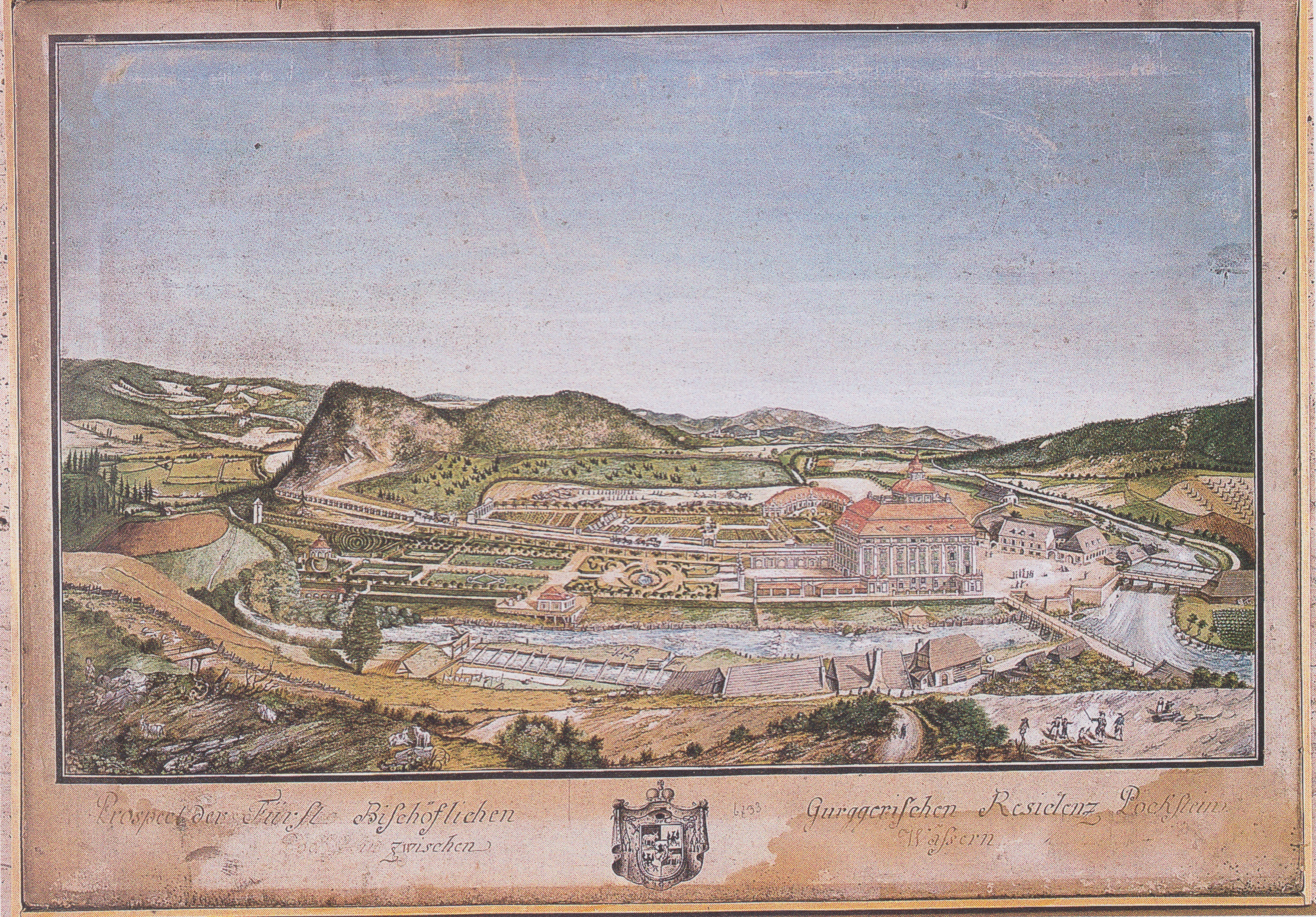
Il castello di Pöckstein in una stampa del 1783

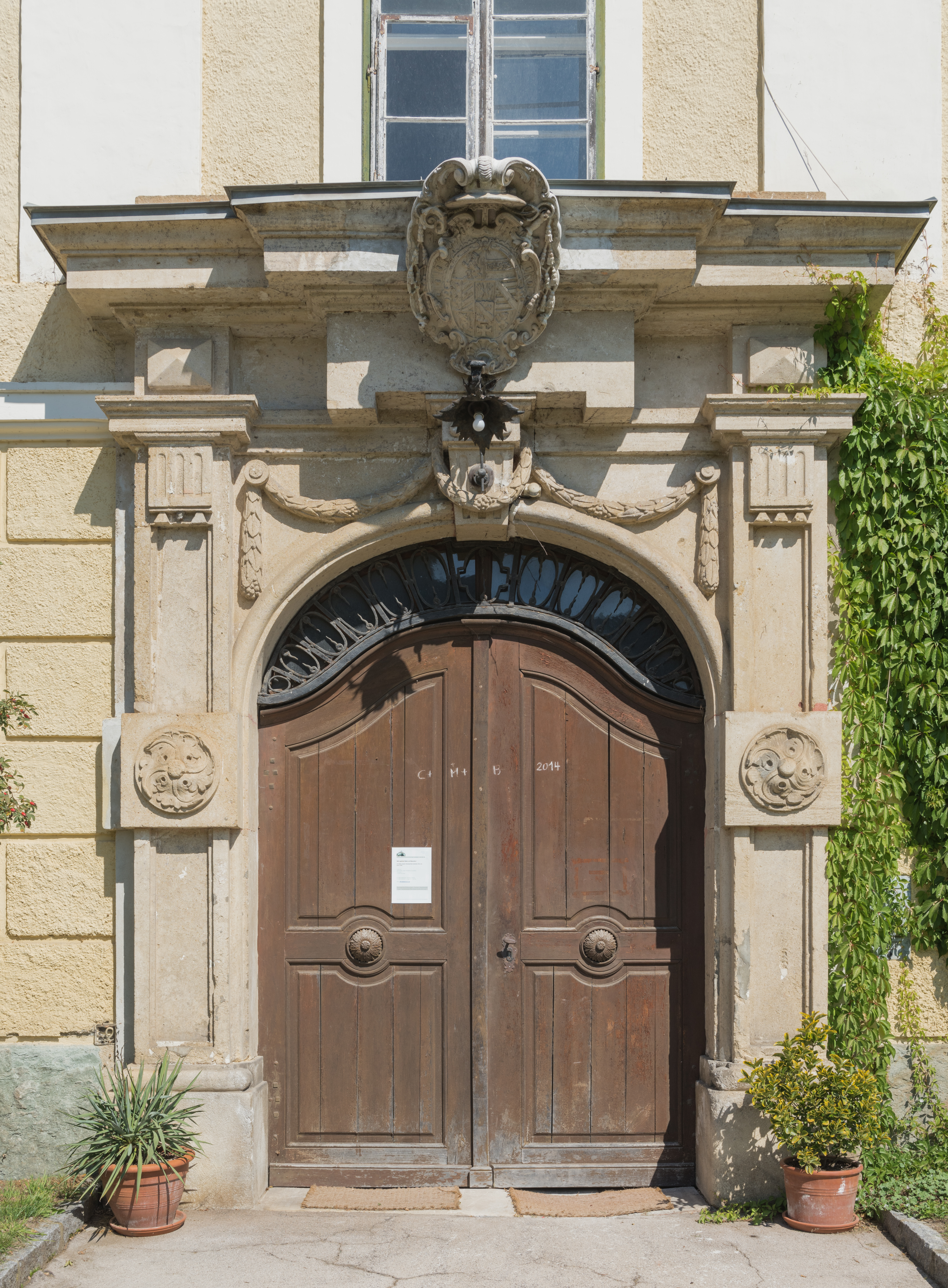
Uno dei monumentali quattro portali

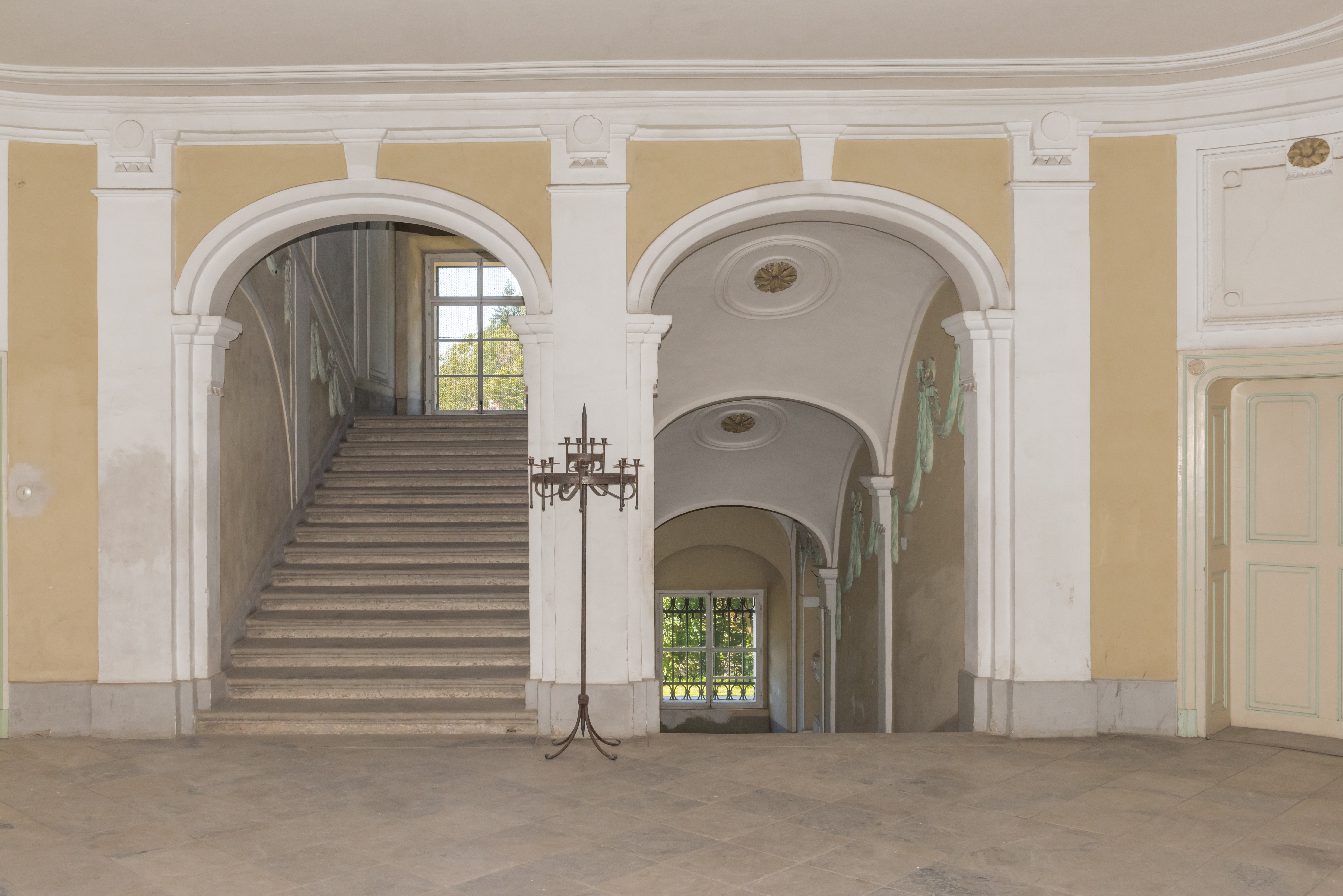
Interno. Primo piano con scale

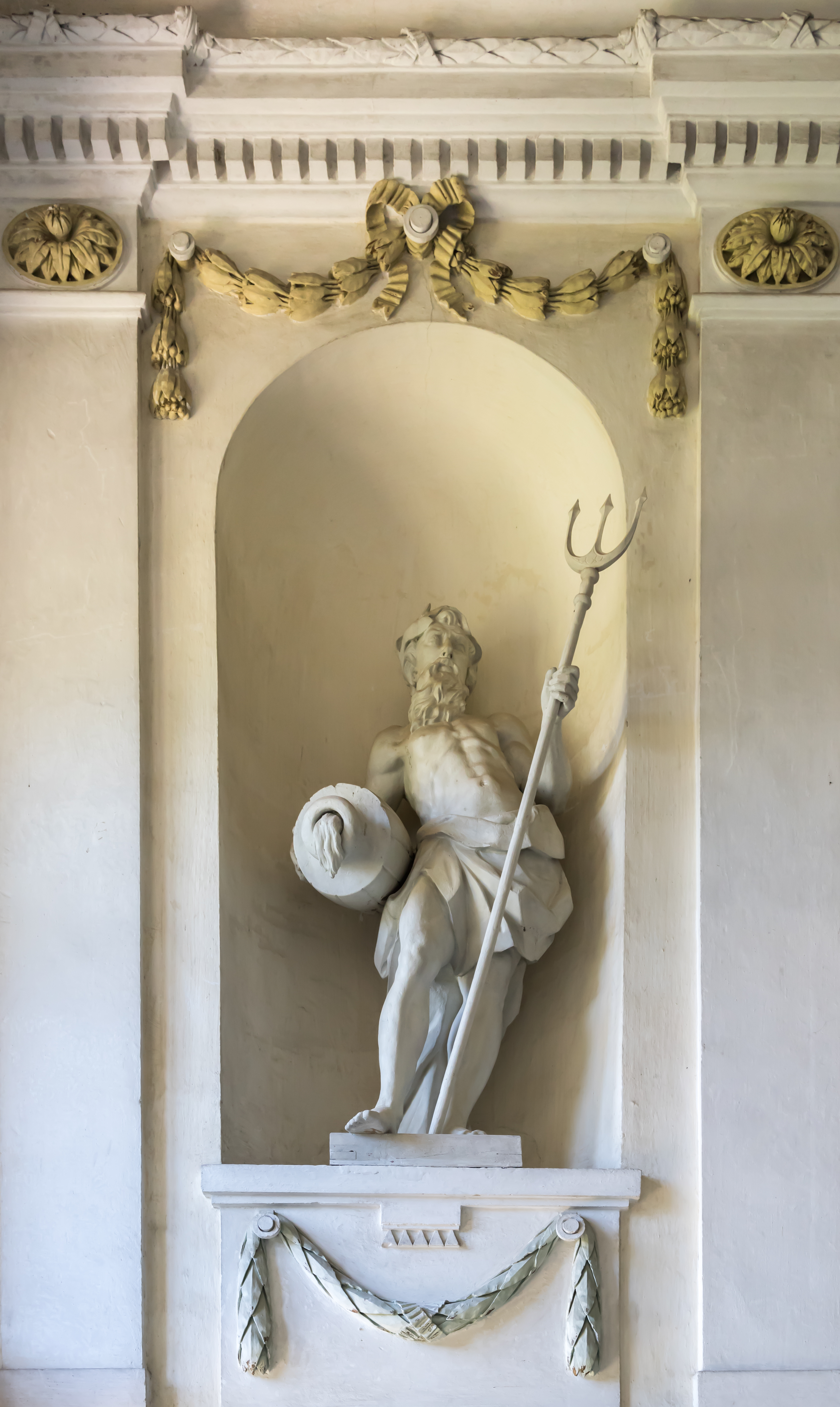
Nicchia con statua raffigurante Nettuno posta sulle scale

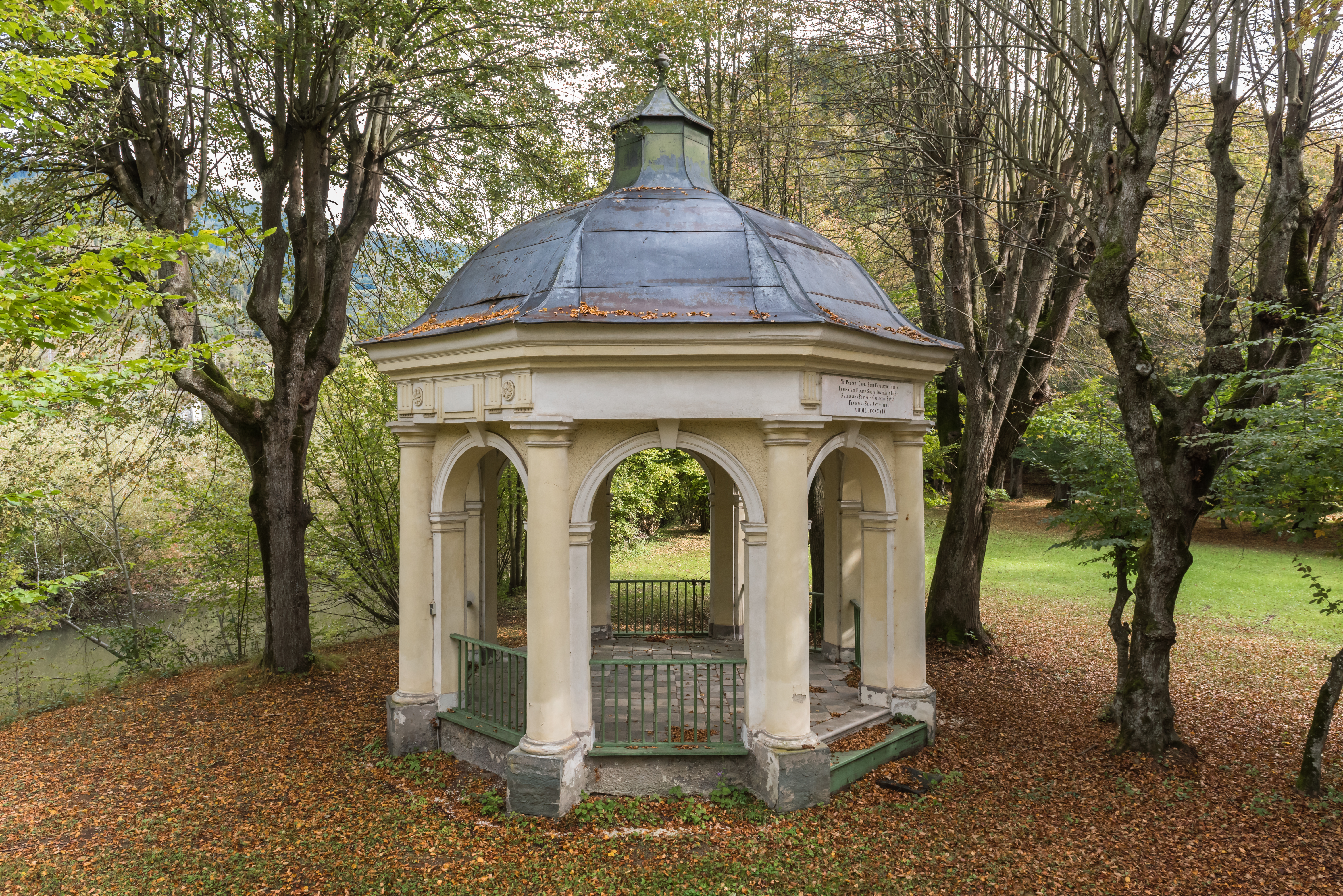
Tempietto risalente al 1782 situato nel cortile esterno

Già nel 1525 sul sito del castello c'era un mulino a martelli alimentato ad acqua, che poteva anche lavorare pezzi di ferro di grandi dimensioni provenienti dalle miniere di ferro circostanti di Friesach e Hüttenberg. Nel 1616 i proprietari protestanti dovettero lasciare il paese ma l'edificio continuò ad appartenere a signori locali e questa situazione perdurò sino a poco prima del 1780. L'erede di Hans Gschwindt, il vescovo Johann Jakob di Gurk, vendette questa proprietà intorno alla metà del XVII secolo. Il vescovo conte Joseph Anton von Auersperg lo fece demolire per far costruire al suo posto, dal 1778 al 1782, la sua residenza di rappresentanza. La sua precedente residenza a Straßburg, era stata gravemente danneggiata da un terremoto e un incendio aveva distrutto anche parti degli interni. L'architetto del nuovo castello fu il salisburghese Johann Georg Hagenauer, che aveva già lavorato a castel Kölnhof. Il conte vescovo von Auersperg non poté godersi la sua nuova residenza poiché nel 1783 fu nominato vescovo di Passau e lasciò la Carinzia. Anche il suo successore Franz Xaver von Salm-Reifferscheidt-Krautheim trascorse qui pochi anni poiché nel 1787 trasferì la sede della diocesi di Gurk a Klagenfurt. A differenza del castello di Straßburg, che fu abbandonato, i vescovi della Carinzia continuarono ad utilizzare il castello di Pöckstein come residenza estiva. Durante la seconda guerra mondiale il lato nord dell'edificio fu gravemente danneggiato dai bombardamenti aerei ma fu presto riparato. Il castello è rimasto a lungo ancora di proprietà della diocesi di Gurk per ospitare l'amministrazione forestale vescovile. Nel 2007 il vescovo Alois Schwarz lo ha messo in vendita poiché i lavori di ristrutturazione e restauro previsti risultavano eccessivamente onerosi per la diocesi di Gurk ma non è riuscito subito a realizzare le sue intenzioni. Nel 2012 il castello è passata definitivamente di mano tramite la vendita ad una società di nuova fondazione, la Schloss Pöckstein Betriebs GmbH che ne è divenuta proprietaria. Tale società è posseduta al 25% da Thomas Telsnig e al 75% dalla società M&T Plan Telsnig GmbH, che appartiene ai coniugi Telsnig Irmgard e Thomas.

## Descrizione
Il castello  si trova a Pöckstein-Zwischenwässern, località di Straßburg, comune austriaco del Distretto di Sankt Veit an der Glan appartenente al Land della Carinzia. Rappresenta un importante esempio di castello del primo classicismo in Austria. L'edificio appare come un blocco a base quadrata di quattro piani con un massiccio tetto mansardato a padiglione sormontato da una torre con orologio conclusa da una cupola a cipolla. I quattro angoli del tetto sono decorati con camini a torretta. L'imperatore Giuseppe II d'Asburgo-Lorena quando lo vide disse che l'edificio gli ricordava una casetta per canarini. Il castello non ha cortile interno e su ciascuna delle quattro facciate è presente un portale neoclassico. L'antico passaggio per i carri si trovava sulle facciate nord e sud. Le facciate sono ingentilite da lesene e da numerose finestre riccamente incorniciate. In origine al piano terra si trovavano le stanze di soggiorno e di lavoro della servitù al primo piano stavano gli alloggi nobiliari. Sulla scala rappresentativa che porta al secondo piano si trovano statue lignee a grandezza naturale raffiguranti Diana, Cerere, Marte e Nettuno, poste in quattro nicchie, opere di Johann G. Hittinger realizzate nel 1780. La scalinata conduce alla grande sala centrale, illuminata dall'alto dalla lanterna. Tra le sale di rappresentanza al secondo piano, arredate in stile tardo rococò e primo impero, merita una menzione speciale la sala da pranzo con la sua carta da parati dipinta. Qui il soffitto rappresenta un cielo nuvoloso in cui svolazzano uccelli esotici. Le lunghe pareti sono progettate come un paesaggio costiero africano in cui scimmie e pappagalli saltellano tra piante tropicali. Le due anticamere più piccole e contigue sono arredate con semplici soffitti in stucco costituiti da rosoni e fasce ornamentali. Nella cosiddetta Sala dei Ricevimenti si possono ammirare scorci romantici dipinti su tela in otto campi. In quasi tutte le stanze si trovano bellissime stufe riccamente decorate, realizzate nel 1780 da Franz Watzgo di St. Veit. La grande cappella contiene una pala d'altare di Paul Troger. Il terzo piano mansardato, più basso degli altri, era destinato alle camere degli ospiti, ed è raggiungibile solo tramite una scala laterale. Gli stucchi della casa sono opera del viennese Martin-Karl Keller, i dipinti di Franz Wagner. Le sculture sono opera di Johann-Baptist Hagenauer, fratello del capomastro costruttore. Sul lato nord del castello si trova un ampio cortile con un tempietto risalente al 1782. L'edificio era circondato un tempo da un vasto giardino del quale sono sopravvissute solo alcune parti. Essendo proprietà privata il castello è visitabile solo dall'esterno.

### Bene architettonico tutelato
Il castello di Pöckstein è stato posto sotto tutela dei monumenti da parte della Repubblica austriaca col numero 62733.